# Véronique Silver
Véronique Silver (Amiens, 2 september 1931 – Parijs, 24 juli 2010), ook wel Véronique Virlogeux, was een Frans actrice.
Haar eigenlijke naam was Louise Isabelle Maria Puret. In 1961 trouwde ze met komiek Henri Virlogeux, die in 1995 overleed.

## Filmografie
- 1954: Si Versailles m'était conté..., geregisseerd door Sacha Guitry, met Michel Auclair, Jean-Pierre Aumont, Jean-Louis Barrault, Bourvil, Claudette Colbert enGino Cervi
- 1957: Méfiez-vous fillettes, geregisseerd door Yves Allégret, met Robert Hossein, Antonella Lualdi en Gérard Oury
- 1958: Les Amants de Montparnasse, geregisseerd door Jacques Becker, met Gérard Philipe, Lilli Palmer, Gérard Séty, Lino Ventura en Anouk Aimée
- 1960: First Criminal Brigade, geregisseerd door Maurice Boutel, met Dora Doll, Jacques Dumesnil, Jacqueline Joubert en Howard Vernon
- 1961: Les Moutons de Panurge, geregisseerd door Jean Girault, met Darry Cowl en Pascale Roberts
- 1965: Moi et les hommes de 40 ans, geregisseerd door Jacques Pinoteau, met Dany Saval, Paul Meurisse en Michel Serrault
- 1971: Mais ne nous délivrez pas du mal, geregisseerd door Joël Séria, met Jeanne Goupil en Michel Robin
- 1977: La Communion solennelle, geregisseerd door René Féret, met Patrick Fierry, Marcel Dalio en Myriam Boyer
- 1977: Dites-lui que je l'aime, geregisseerd door Claude Miller, met Gérard Depardieu, Miou-Miou, Claude Piéplu, Dominique Laffin en Christian Clavier
- 1978: La Part du feu, geregisseerd door Étienne Périer, met Michel Piccoli, Claudia Cardinale, Jacques Perrin, Rufus en Gabriel Cattand
- 1978: La Jument vapeur, geregisseerd door Joyce Buñuel, met Carole Laure en Pierre Santini
- 1978: La Tortue sur le dos, geregisseerd door Luc Béraud, met Jean-François Stévenin en Bernadette Lafont
- 1980: Mon oncle d'Amérique, geregisseerd door Alain Resnais, met Gérard Depardieu, Nicole Garcia, Roger Pierre, Nelly Borgeaud, Henri Laborit en Pierre Arditi
- 1981: Et pourtant elle tourne..., geregisseerd door François Raoul-Duval, met Victor Garrivier
- 1981: La Femme d'à côté, geregisseerd door François Truffaut, met Fanny Ardant, Gérard Depardieu, Henri Garcin en Michèle Baumgartner
- 1982: La Passante du Sans-Souci, geregisseerd door Jacques Rouffio, met Romy Schneider en Michel Piccoli
- 1982: Toute une nuit, geregisseerd door Chantal Akerman, met Aurore Clément
- 1983: Le Destin de Juliette, geregisseerd door Aline Issermann, met Richard Bohringer en Laure Duthilleul
- 1983: L'Archipel des amours, geregisseerd door Jean-Claude Biette en Cécile Clairval
- 1983: La vie est un roman, geregisseerd door Alain Resnais, met Vittorio Gassman, Ruggero Raimondi en Geraldine Chaplin
- 1983: Ballade à blanc, geregisseerd door Bertrand Gauthier, met Roland Bertin en Didier Flamand
- 1984: Blanche et Marie, geregisseerd door Jacques Renard, met Sandrine Bonnaire, Miou-Miou en Gérard Klein
- 1984: Stress, geregisseerd door Jean-Louis Bertucelli, met Guy Marchand en André Dussollier
- 1985: Le Mystère Alexina, geregisseerd door René Féret, met Philippe Vuillemin, Valérie Stroh en Marianne Basler
- 1986: Le Chien, geregisseerd door Jean-François Gallotte, met Micheline Presle en Jean-Luc Bideau
- 1987: Poussière d'ange, geregisseerd door Édouard Niermans, met Bernard Giraudeau, Fanny Bastien, Fanny Cottençon, Jean-Pierre Sentier en Michel Aumont
- 1987: Où que tu sois, geregisseerd door Alain Bergala, met Mireille Perrier en Elsa Lunghini
- 1988: La Maison de jade, geregisseerd door Nadine Trintignant, met Jacqueline Bisset, Vincent Pérez en Fred Personne
- 1989: Noce blanche, geregisseerd door Jean-Claude Brisseau, met Vanessa Paradis, Bruno Cremer en Ludmila Mikaël
- 1990: Final, korte film geregisseerd door Irène Jouannet
- 1990: Il y a des jours... et des lunes, geregisseerd door Claude Lelouch, met Gérard Lanvin, Patrick Chesnais, Annie Girardot, Francis Huster, Vincent Lindon en Philippe Léotard
- 1991: Aujourd'hui peut-être..., geregisseerd door Jean-Louis Bertucelli, met Giulietta Masina, Éva Darlan en Jean Benguigui
- 1992: Les Enfants du naufrageur, geregisseerd door Jérôme Foulon, met Brigitte Fossey, Jacques Dufilho, Michel Robin en Jean Marais
- 1992: Le Mirage, geregisseerd door Jean-Claude Guiguet, met Fabienne Babe
- 1993: Attitudes short film geregisseerd door Éva Darlan, met Isabelle Renauld en Micky Sébastian
- 1994: Du fond du cœur, geregisseerd door Jacques Doillon, met Anne Brochet, Benoît Régent en Thibault de Montalembert
- 1996: Le Cœur fantôme, geregisseerd door Philippe Garrel, met Luis Rego, Maurice Garrel, Roschdy Zem en Valeria Bruni Tedeschi
- 1996: Les Frères Gravet, geregisseerd door René Féret, met Jacques Bonnaffé, Jean-François Stévenin, Robin Renucci en Pierre-Loup Rajot
- 1999: Les Passagers, geregisseerd door Jean-Claude Guiguet, met Bruno Putzulu
- 2005: Je vous trouve très beau, geregisseerd door Isabelle Mergault, met Michel Blanc, Medeea Marinescu en Wladimir Yordanoff
- 2007: Faut que ça danse!, geregisseerd door Noémie Lvovsky, met Jean-Pierre Marielle, Valeria Bruni Tedeschi, Sabine Azéma en Bulle Ogier